# San Savino (Piacenza)

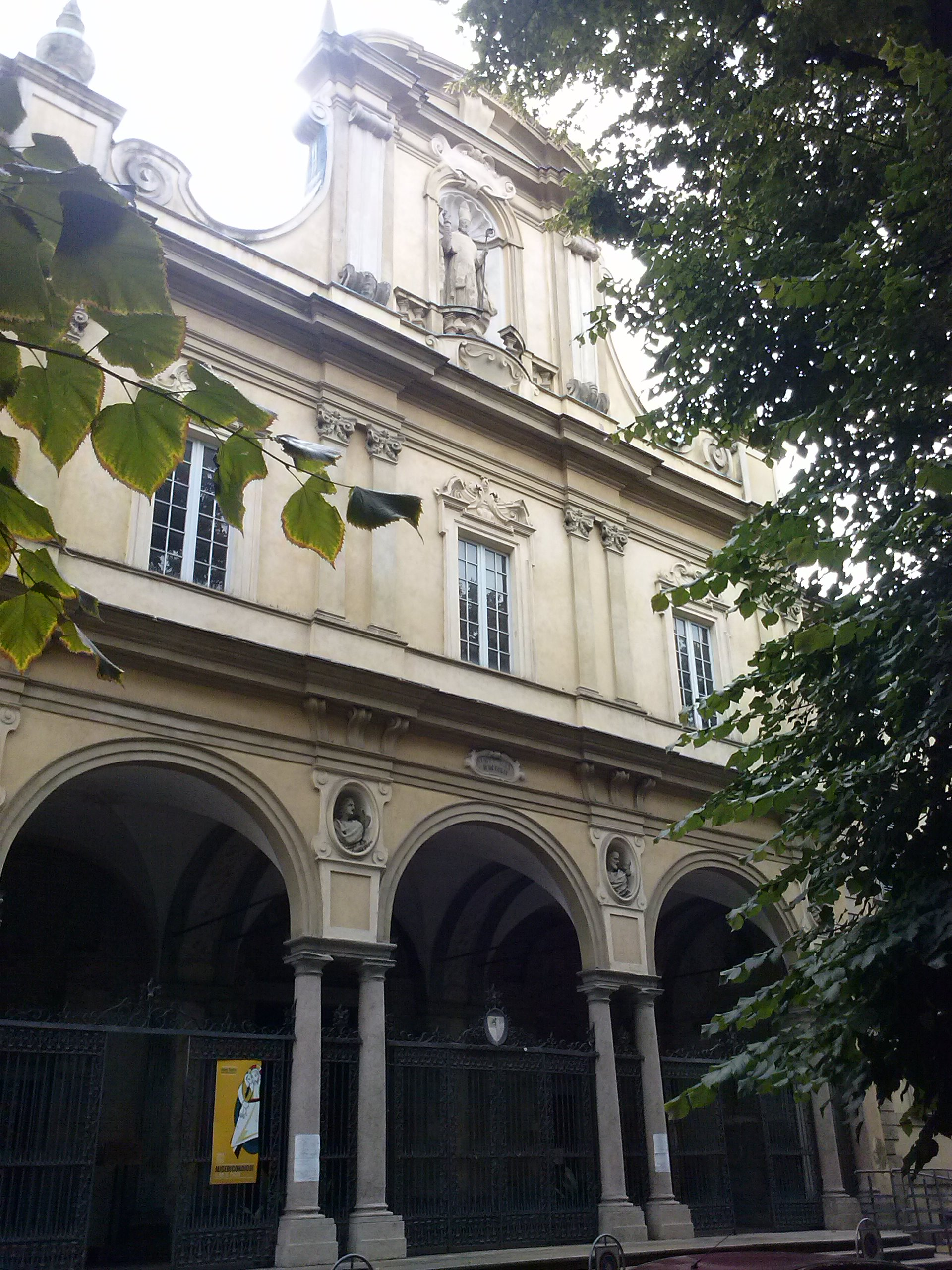
Basilika San Savino

Die Basilika San Savino ist eine römisch-katholische Kirche in Piacenza in der Emilia-Romagna, Italien. Die Pfarrkirche des Bistums Piacenza-Bobbio ist dem früheren Bischof Sabinus von Piacenza gewidmet und trägt den Titel einer Basilica minor. Die frühere Klosterkirche wurde um das Jahr 1100 im lombardisch-romanischen Stil mit einer Krypta errichtet und erhielt später eine barocke Fassade.

## Geschichte

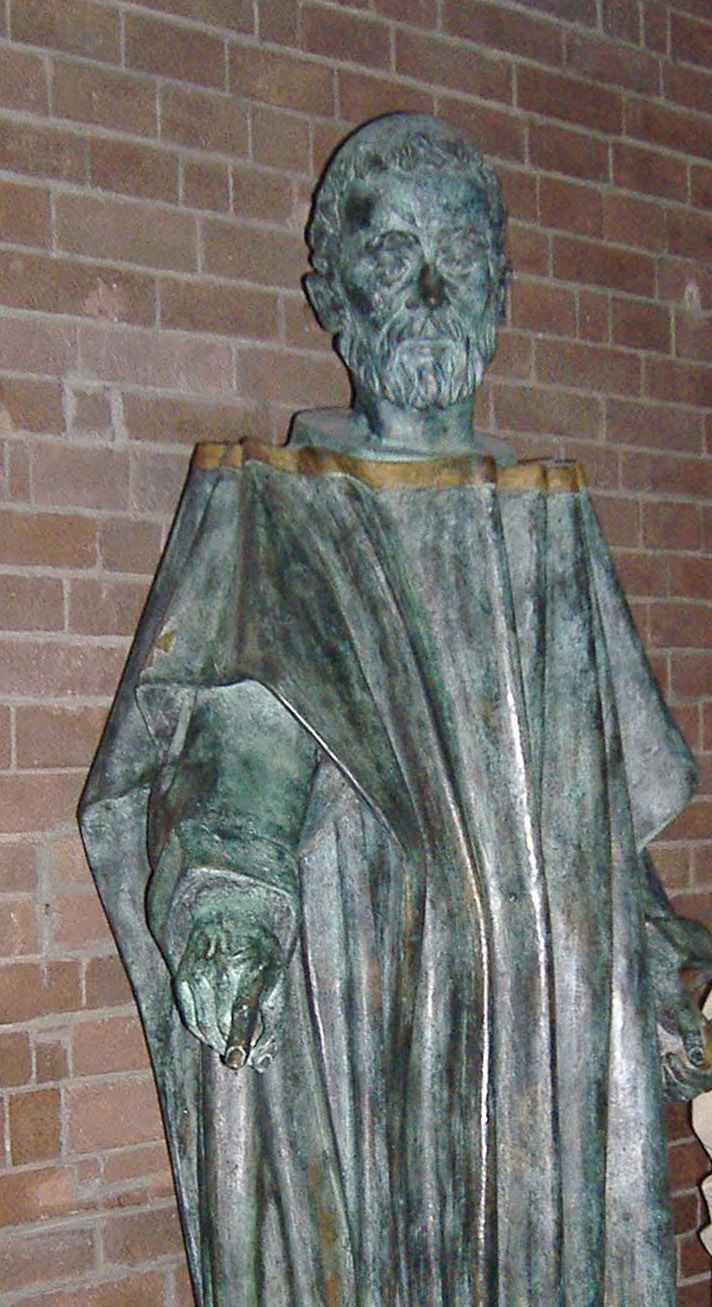
San Savino

Die ursprüngliche Basilika wurde im 4. Jahrhundert vermutlich durch Sabinus errichtet und ihm später gewidmet. Um 903 wurde ein Benediktinerkloster an die Kirche angeschlossen. Anfang des 10. Jahrhunderts wurde die Kirche bei den Ungarneinfällen zerstört und nach dem Wiederaufbau mit Krypta ab dem Jahr 1000 am 15. Oktober 1107 von Bischof Aldo geweiht. 
Ab 1495 übernahmen Hieronymiten das Kloster. Im Rahmen der von den Mönchen durchgeführten Arbeiten wurden im Jahr 1509 beim Abriss des Altars die Reliquien des hl. Savino aufgefunden. Papst Gregor XIII. übertrug die Besitzungen dem neu gegründeten Englischen Kolleg von Rom.
Im 17. und 18. Jahrhundert wurde der Innenraum mit Stuck und anderen Ornamenten barockisiert. Die Apsis wurde 1631 neu erbaut, ab 1650 wurden mehrere Seitenkapellen angefügt. Der Raum über der Eingangshalle wurde zur Aufnahme der 1689 fertiggestellten Orgel umgebaut. 1721 wurde eine Barockfassade vor die Kirche gesetzt. Die Krypta wurde geschlossen und die Bodenmosaike waren mit einem Terrakottaboden bedeckt.
Unter Bischof Giovanni Battista Scalabrini wurde das romanische Aussehen der Kirche um 1900 wieder hergestellt. Die Barockelemente im Innenraum wurden wieder entfernt, die Mosaike und verschiedene Fresken wurden ans Licht gebracht, die Fenster und Apsiden erneuert, die Krypta wurde wieder zugängig. In denselben Jahren wurden alle Seitenkapellen entfernt, von denen eine durch die neue Kapelle ersetzt wurde, die Unserer Lieben Frau von der Wundertätigen Medaille gewidmet ist. Der Bildhauer Fedele Toscani wurde mit der Rekonstruktion eines Teils der plastischen Dekoration betraut.

## Architektur

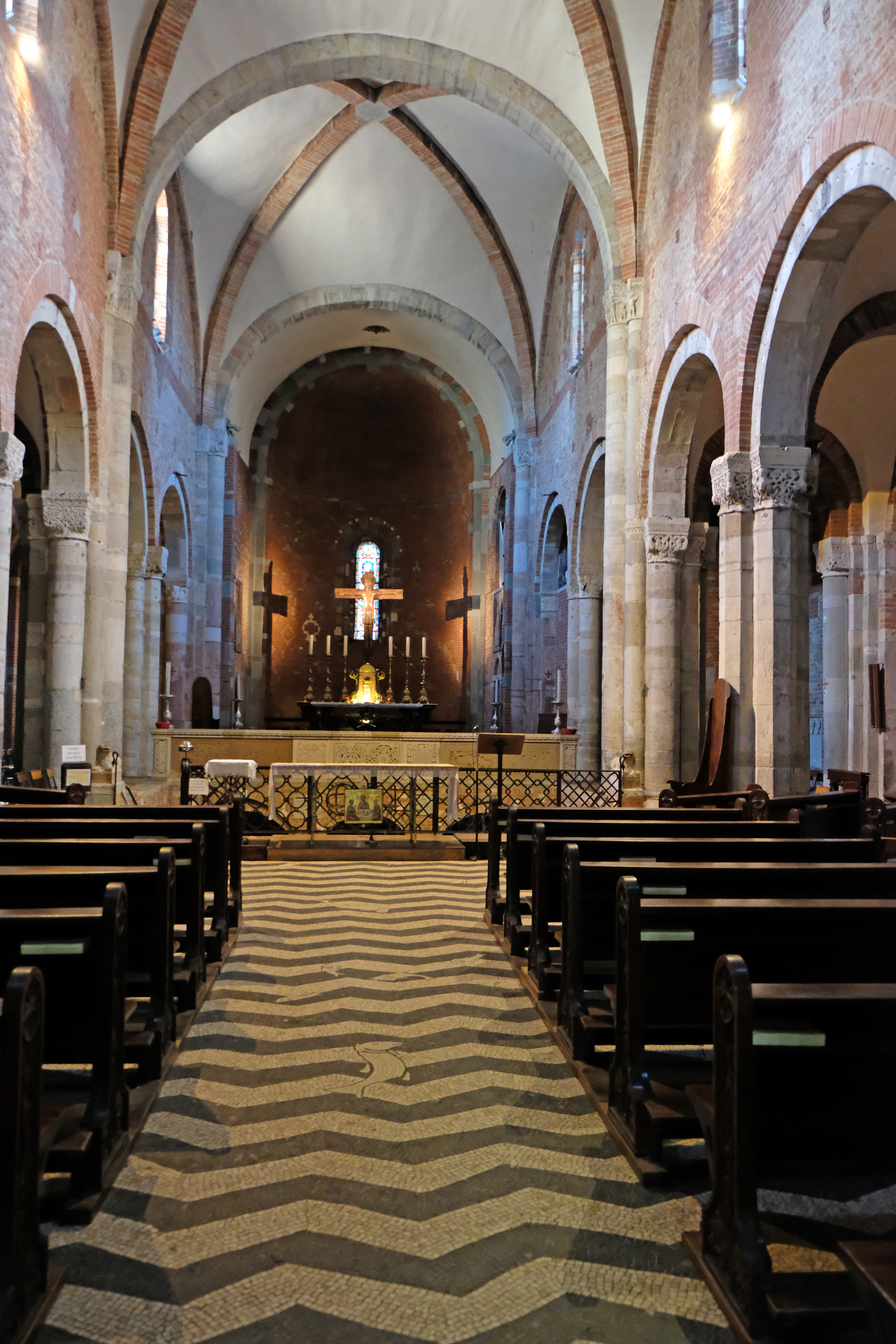
Innenraum

Die Kirche zeichnet sich durch eine Barockfassade aus, die 1721 von dem Architekten Andrea Galluzzi anstelle der ursprünglichen romanischen Fassade errichtet wurde. Das Werk von Galluzzi besteht aus drei Etagen, die durch vorspringende Gesimse voneinander getrennt sind. Im unteren Teil befindet sich ein Portikus, der aus Rundbögen besteht, die auf Marmorzwillingssäulen mit toskanischen Kapitellen ruhen. Die Zwischenräume zwischen den Bögen sind mit Skulpturen verziert, die die vier Evangelisten darstellen und sich in ovalen Nischen aus der Zeit um 1710 befinden.
Das mittlere Segment der Fassade ist durch gekoppelte Pilaster mit korinthischen Kapitellen in drei Abschnitte unterteilt; in der Mitte jedes der drei Segmente befindet sich ein rechteckiges Fenster. Das oberste Segment schließlich gipfelt in einem zentralen, mit gekoppelten Pilastern verzierten Aufsatz. Auf beiden Seiten des Segels befinden sich zwei Fialen. In einer Nische in der Mitte des Aufsatzes befindet sich eine Statue, die den hl. Savino darstellt.
Einige Elemente der ursprünglichen romanischen Fassade sind an den Seiten der Eingangsportale zu sehen, ebenso wie ein Kapitell mit einem hexalobaten Ringdekor. Der Glockenturm befindet sich rechts von der Apsis und hat einen quadratischen Grundriss. Er ist durch Gesimse in vier Ebenen unterteilt, während die Zelle mit runden, zweiflügeligen Fenstern an allen vier Fronten verziert ist.
Der Innenraum hat einen basilikalen Grundriss mit drei Schiffen, die durch eine Reihe von Marmorsäulen voneinander getrennt sind: Die kleinen Säulen, die die Bögen der Seitenschiffe tragen, wechseln sich mit den großen ab, die das Kreuzgewölbe des Hauptschiffs tragen. Ihre Kapitelle sind mit geometrischen Formen und fantastischen Tieren verziert. Sowohl das Hauptschiff als auch die beiden Seitenschiffe sind kreuzgewölbt: Während das Hauptschiff drei Joche hat, haben die beiden kleineren Schiffe sechs. In Verlängerung des rechten Seitenschiffs erhebt sich an der Stelle einer früheren Apsis der Glockenturm.
Am Ende des Hauptschiffs befindet sich der Chor, der mit einem Tonnengewölbe versehen ist und in der runden Hauptapsis mit Apsiskalotte endet, ein einziges Spitzbogenfenster aufweist. Eine halbkreisförmige Apsis befindet sich auch am Ende des linken Seitenschiffs.

## Ausstattung

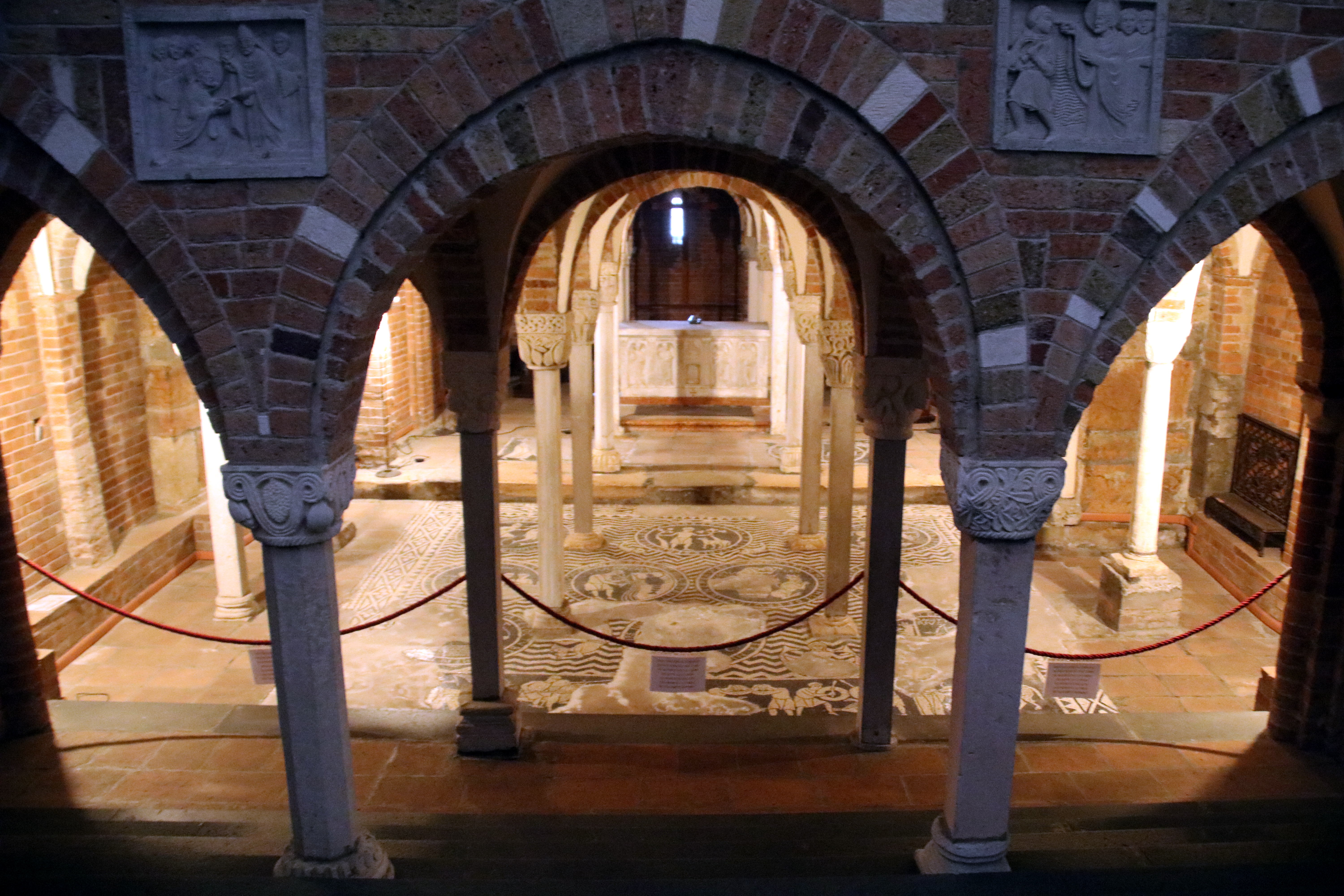
Krypta

Über dem Hochaltar, der im 18. Jahrhundert nach einem Entwurf von Alessandro Reni aus schwarzem Marmor errichtet und mit Bronzeornamenten von Giuseppe Filiberti verziert wurde, befindet sich ein hölzernes Kruzifix aus dem frühen 12. Jahrhundert, dessen Autor unbekannt ist.
Der Zugang zur Krypta erfolgt über eine Treppe, die sich im dritten Joch des Kirchenschiffs befindet. Sie besteht aus acht nach Westen hin immer größer werdenden Jochen, die gewölbt sind und auf 18 Serionssäulen mit romanischen Kapitellen ruhen. Im Inneren befinden sich vier Heilige, die 1481 in Nischen an den Seiten geschnitzt wurden und deutliche Einflüsse aus der Schule von Amadeo zeigen. Außerdem gibt es Mosaike, auf denen die Tierkreiszeichen dargestellt sind. Ein weiteres Mosaik, das Kampfszenen, ein Schachspiel und eine Christusdarstellung zeigt, befindet sich im Altarraum.
In einem Zwickel ist ein Bild des hl. Karl Borromäus zu sehen.
Die Orgel wurde 1863 von den Organisten Lingiardi aus Pavia erbaut, zwischen 1942 und 1943 von der Firma Tamburini vergrößert und elektrifiziert und 2004 von der Banca di Piacenza restauriert.